# Октавијан Август
Октавијан Август (лат. Gaius Julius Caesar Octavianus Augustus; Рим, 23. септембар 63. п. н. е. — Нола, 19. август 14) био је први римски цар и оснивач Римског царства који је владао од 27. године пре нове ере до своје смрти 14. године нове ере.
Рођен у старој, богатој коњичкој породици плебејаца из рода Октавија, Август је 44. п. н. е. посмртно усвојен од стране свог ујака Гаја Јулија Цезара. Заједно са Марком Антонијем и Марком Лепидом формирао је Други тријумвират који је победио цезарове убице. Након њихове победе код Филипа, тријумвири су међу собом поделили Римску републику и владали као војни диктатори. Тријумвират се на крају распао због супарничких тежњи његових чланова: Лепид је прогнан и лишен положаја, а Антоније је извршио самоубиство пошто га је Октавијан поразио у бици код Акција 31. п. н. е.
Иако је био први цар, у његово време углавном су сачуване све институције Републике, па се механизам Августове владавине ослањао на његов лични престиж (како сам каже у Делима божанског Августа), а не на аутократски или диктаторски лични режим. Август је почасна титула коју је он добио у часу ступања на власт, 27. п. н. е. Augustus на латинском значи узвишени (мисли се у религиозном смислу). Касније је то постала титула свих римских царева који су владали након њега. Октавијан Август је вероватно најважнија личност у римској историји. Током свог дугог живота и величанствене каријере, он је зауставио осипање Римске републике и на новој, чвршћој основи и успоставио нови облик власти који се одржао у наредна три века. Овај нови поредак, принципат, обезбедио је Риму низ царева који су владали у снажној држави, која није имала озбиљног супарника у тадашњем свету.
Као победник у грађанском рату, Август је остао једини господар римског царства. Током своје дуге владавине, Август је у својим рукама концентрисао све најважније републиканске функције. Као најбогатији човек у Риму, Август је располагао огромном мрежом клијената, чиме је имао пресудан утицај на друштвени и политички живот римске државе.
Доба мира које је наступило под Августом омогућило је процват културе, уметности, архитектуре и трговине. Сам Август лично је финансирао многобројне јавне пројекте, па је у Италији и провинцијама подизао храмове, путеве и аквадукте. У Августово доба, ударени су темељи римске државе каква ће опстати све до времена Диоклецијана и Константина Великог.
Августове војне, административне и политичке реформе оставиле су значајног трага у римској и европској историји. Под Августом је основана Преторијанска гарда и уведена професионална стајаћа војска.
Сви каснији римски цареви носиће титулу Августа као део свог имена. Титула ће остати у употреби и у наредним вековима.
Августа је сенат постхумно прогласио за божанство римске државе.

## Имена
Август је током свог живота био познат под разним именима:
- На рођењу, добио је име Гај Октавијан (лат. Gaius Octavius) по свом оцу који је носио исто име. Од свог рођења до тренутка када га је усвојио Гај Јулије Цезар, био је познат само као Октавијан или Октавије.
- Цезар је тестаментом усвојио Октавијана за свог сина и наследника, па је Октавијан преузео његово име, које је потом гласило: Гај Јулије Цезар Октавијан (лат. Gaius Julius Caesar Octavianus) у складу са римским начином именовања. Убрзо је име Октавијан изостављено, па су га његови савременици најчешће називали именом Цезар у току овог периода. Историчари, међутим, користе име Октавијан за период од 44. до 27. године п. н. е.
- Октавијан је 42. п. н. е. отпочео изградњу храма посвећеном деификованом Јулију Цезару, Храм божанског Јулија, (лат. Templum Divi Iuli) када је свом имену додао име Син Божанског (лат. Divi Filius) у циљу јачања своје политичке позиције. Од тада, Октавијаново име гласило је: Гај Јулије Цезар Син Божанског (лат. Gaius Julius Caesar Divi Filius).
- Октавијан је 38. п. н. е. заменио свој преномен (лат. praenomen),[н. 4] Гај (лат. Caius), и номен Јулије (лат. Julius) именом Император, што је била титула коју су војници победничке војске додељивали свом генералу, а која потиче из доба Републике. Октавијаново званично име од тада је гласило: Император Цезар Син Божанског (Јулија) (лат. Imperator Caesar Divi Filius)
- Неколико година након победе над Марком Антонијем и Клеопатром у бици код Акција, сенат је изгласао нове почасне титуле, па је тако ново Октавијаново име гласило: Император Цезар Син Божанског Август (лат. Imperator Caesar Divi Filius Augustus). Овом приликом, додељено му је почасно име Август, које се користило током остатка његовог живота, и које се најчешће користи и данас.

## Младост
Иако је породица Октавијановог оца потицала из места Велетри (лат. Velitrae), Октавијан је рођен у Риму, 23. септембра 63. године п. н. е. Рођен је у Воловској Улици на Палатину, близу римског форума. Добио је име Гај Октавијан Турин (лат. Gaius Octavius Thurinus). Когномен Турин вероватно је дат у част победе његовог оца над Туријима, групе побуњених робова, названих по месту Туриј и јужној Италији.
Како је Рим у то време био пренасељен, Октавијан је послат на одгајање у кућу свог оца у Велетрију. Породица Октавијаног оца била је витешког сталежа (лат. equites), а Октавијан их помиње веома кратко у својим мемоарима. Његов прадеда по оцу, такође Гај Октавије, био је војнички трибун на Сицилији током Другог пунског рата. Његов деда заузимао је неколико локалних политичких функција. Његов отац, Гај Октавије, био је гувернер Македоније, његова мајка, Атија, била је нећака Јулија Цезара.
Када је Октавијану било четири година, његов отац је умро. Октавијанова мајка преудала се за бившег гувернера Сирије, Луција Марција Филипа који је тврдио да потиче од Александра Великог и који је постао конзул 56. п. н. е.
Пошто се Филип није интересовао за младог Октавијана, одгајала га је његова бака, сестра Јулија Цезара, Јулија Цезарис.
Млади Октавијан одржао је њен посмртни говор 52. п. н. е. или 51. п. н. е. што је означило његово прво појављивање у јавности. Убрзо након тога, Октавијанова мајка и очух преузимају активнију улогу у његовом одгајању. Четири године касније, Октавијан је постао званично пунолетан (обично између 14. и 18. године) а 47. п. н. е. изабран је у Колегијум понтифика.
Отприлике у ово време, Октавијан је намеравао да се придружи Цезаровој пратњи у његовој кампањи у Африци али је морао да одустане због противљења своје мајке, Атије.
Уз мајчину сагласност, 46. п. н. е. Октавијан је требало да се придружи Цезару у Хиспанији у склопу Цезарових борби против преосталих Помпејевих присталица, али се разболео и није могао да путује.
Након опоравка, Октавијан је отпловио за Шпанију, али је доживео бродолом. Након искрцавања на обалу у пратњи неколико сапутника, прошао је кроз непријатељску територију до Цезаровог логора што је импресионирало самог Цезара.
Римски историчар, Марко Велеј Петеркул, пише како је због исказане храбрости, Цезар дозволио Октавију да путује заједно са њим у истим кочијама. По повратку у Рим, Цезар је сачинио нови тестамент у Вестином храму у коме је именовао Октавијана за свог главног наследника.

## Рана политичка каријера и долазак на власт

### Цезаров наследник
Октавијан се налазио у Аполонији, у Илирику где је пролазио кроз војничку обуку, када је Цезар убијен, на Мартовске иде, 15. марта 44. п. н. е. Октавијан је одбацио савете официра да нађе уточиште са војском у Македонији, и одмах је отпловио за Италију да би сазнао какав је његов положај. Како Цезар није имао преживеле деце, Октавијан по римском закону, као његов усвојени син био његов једини преостали наследник. Марко Антоније је касније тврдио да је Октавијан задобио положај Цезаровог наследника путем сексуалних односа, али Светоније описује Антонијеве оптужбе као политички мотивисану клевету.
Након искрцавања близу Бриндизија, Октавијан је сазнао за садржај Цезаровог тестамента, и тек тада одлучио да постане његов политички наследник, али и наследник две трећине Цезарове имовине.
Октавијан је почео да користи име Гај Јулије Цезар, на које је, као Цезаров наследник, имао права по римском закону.
Будући да је располагао скромним новчаним средствима, Октавијан није могао да се ослони на богатство да би се пробио у највише кругове римске политичке хијерархије. Пошто су га Цезарови војници топло дочекали у Бриндизију, Октавијан је захтевао део новца намењеног за војни поход који је Цезар планирао да предузме против Парћана, што је износило 700 милиона сестерција чуваних у Бриндизију, поморској луци која је коришћена као почетка тачка за римске војне походе на истоку.
Каснија сенатска истрага о нестанку јавних средстава није предузела никакве акције против Октавијана, пошто је касније он искористио исти новац да сакупи војнике у рату против заклетог непријатеља сената, Марка Антонија.
Октавијан је повукао још један смео потез, присвојивши без званичне дозволе сената годишњи данак који је у Рим послала једна од његових провинција на истоку.
Октавијан је ојачао сопствене војне снаге ветеранима из Цезарових легија и војника подигнутих за планирани рат против Парћана. Октавијан је сакупљао подршку међу бројним Цезаровим присталицама истичући свој статус као Цезаровог наследника.
На свом путу ка Риму, идући кроз Италију, Октавијан је прикупио бројне присталице, а његово новостечено богатство привукло је многе бивше војнике Цезарових легија стациониране у Кампанији.
До јуна 44. Октавијан је окупио 3.000 лојалних ветерана, а сваки је добијао плату од 500 денарија.

### Растуће тензије
Стигавши у Рим 6. маја 44. п. н. е. Октавијан је затекао конзула Марка Антонија, Цезаровог бившег колегу и саборца, у крхком примирју са диктаторовим убицама. Њима је додељена општа амнестија, 17. марта, али Антоније је убрзо успео да већину њих отера из Рима, ослањајући се на подршку руље, разјарене након Цезаровог убиства.
Антонијев ватрени говор на Цезаровој сахрани, окренуо је највећи део римских маса против диктаторових убица.
Подршка Марку Антонију брзо је расла али Октавијан је и даље имао шансу да буде његов ривал за позицију главног предводника фракције Цезарових присталица. Марко Антоније је изгубио подршку многих Римљана и Цезаревих присталица након што се убрзо након његовог убиства успротивио предлогу да се Цезару додели божански статус.
Октавијан није успео да убеди Антонија да му преда новац коју му је Цезар оставио тестаментом. Током лета 44. Октавијан је, међутим, успешно задобио подршку Цезарових симпатизера који су видели младог наследника као мање зло, надајући се да ће моћи да манипулишу њим, или га једноставно отрпе све док се не реше Марка Антонија.
Октавијан се све више приближавао Оптиматима, бившим Цезаровим непријатељима. У септембру, водећа фигура оптиматске фракције, чувени оратор, Марко Тулије Цицерон, почео је са нападима на Марка Антонија у серији говора познатих као Филипике у којима је Антоније представљен као претња по Републику. Како се јавност у Риму окретала против њега, а конзулски мандат ближио крају, Антоније је покушао да усвоји законе који бу му дали контролу над Цисалпском Галијом. Сходно договору са Децимом Јунијем Брутом Албином, једним од Цезарових убица, Антонију је било обећано да ће добити власт над овом провинцијом.
У међувремену, Октавијан је окупио приватну војску у Италији, регрутујући Цезарове ветеране, и 28. новембра придобио је и две Антонијеве легије путем новчаних обећања. Суочен са Октавијановим великим и искусним војним снагама, Марко Антоније је препознао опасност и напустио Рим; на олакшање сената, побегао је у Цисалпску Галију, која је требало да му буде предата на управљање 1. јануара.

### Први сукоб са Антонијем
Када је Децим Јуније Брут Албин одбио да преда власт над Цисалпском Галијом Марку Антонију, дошло до војног сукоба. Снаге Марка Антонија опселе су Албина у Мутини (данашња Модена, Италија). Антоније је одбио резолуције усвојене у сенату које су га позивале да оконча сукоб, будући да Сенат није имао сопствену војску која би могла да стане иза његових одлука.
Тако је Октавијан добио шансу да се истакне у сукобу против Антонија, пошто је тада био једини осим самог Марка Антонија који је располагао личним војним снагама. Октавијан се нашао у савезу са сенатском аристократијом, па га је сам Цицерон бранио од Антонијевих подругљивих опаски које су истицале недостатак Октавијановог племенитог порекла и његово коришћење Цезаровог имена. Између осталог, Цицерон је о Октавијану говорио: Немамо бољи пример традиционалне честитости међу нашом омладином.
На Цицероново инсистирање, Сенат је увео Октавијана у своје редове, 1. јануара 43. п. н. е. и дато му је право да гласа заједно са бившим конзулима. Као најбитније, Октавијану је додељен пропреторски империјум (право да врши цивилну у војну власт у провинцијама, посебно да командује војним трупама) којиме је легализован његов статус, који је претходно био потпуно нелегалан. Пошто је сада имао и званично овлашћење да командује легијама, Октавијан је послат да разбије опсаду Мутине, заједно са конзулима за 43., Хирцијем и Пансом.
У априлу исте године, Антонијеве снаге поражене су у биткама за Галски Форум и Мутину, приморавши Антонија да се повуче у Нарбонску Галију са остацима своје војске. Оба конзула погинула су у бици или од последица задобијених рана, чиме је Октавијан остао једини заповедник војске.
Ипак, сенат је доделио много више награда за победу над Антонијем Дециму Бруту него Октавијану. Бруту је дата и команда над конзуларним легијама, међутим, Октавијан се није повиновао налозима сената да препусти команду над војском, будући да би тако остао препуштен на милост сената и његових присталица. Октавијан је са војском остао утаборен у долини реке По, одбивши да настави са операцијама против Антонијевих снага. Са осам легија под својом контролом, Октавијана су војници прогласили за императора и он је затражио тријумф. Сенат је одбио овај захтев, уз наводе да је победа постигнута над Римљанима, а не страним народима, стога по римској традицији није завређивала тријумф.
У међувремену, Марко Антоније је проглашен за државног непријатеља, али је он брзо консолидовао свој положај и обезбедио подршку Марка Лепида.
Октавијан је послао гласнике у Рим, захтевајући да буде проглашен за конзула, као и да декрет којим је Марко Антоније проглашен за државног непријатеља буде укинут. Сенат је одбио оба захтева.
Одмах потом, примивши борбу са сенатом, Октавијан је са осам легија ушао у Рим где није наишао на отпор. 19. августа 43. п. н. е. Октавијан се наметнуо као конзул, заједно са рођаком Квинтом Педијем као колегом. Октавијан је иницирао помирење са Антонијем, кога је, као и Лепида, аболирао, али и осудио Цезарове убице in absentia.

## Други тријумвират

### Проскрипције
На састанку близу Бононије, (данашња Болоња) у октобру 43. п. н. е. Октавијан, Антоније и Лепид формирају хунту названу Други тријумвират. Члановима тријумвирата додељена су специјална овлашћења на период од пет година која су изгласана путем народних скупштина плебејаца. Други тријумвират тако је, за разлику од Првог (који су формирали Помпеј, Цезар и Марко Крас), имао и званичан, легалан карактер.
Један од првих потеза тријумвира је серија проскрипција у којима је више од триста сенатора и преко две хиљаде чланова реда витезова проглашено одметницима. Одузета им је имовина, а они који нису побегли изгубили су животе.
Бројка од триста сенатора захваћених проскрипцијама потиче од историчара Апијана, док његов старији савременик, Тит Ливије помиње „само” сто тридесет проскрибованих сенатора.
Овакав потез тријумвира вероватно је био мотивисан потребом за новцем којим ће се плаћати војне трупе у предстојећем рату са цезароубицама, који су побегли на исток и тамо сакупили деветнаест легија, припремајући се за рат са Цезаровим присталицама.
Најистакнутији међу цезароубицама, Марко Јуније Брут и Гај Касије Лонгин налазили су се у Грчкој одакле су прикупљали присталице широм источних провинција.

### Битка код Филипа и победа у рату против Цезарових убица
Сенат је 1. јануара 42. п. н. е. постхумно признао Јулија Цезара за божанство римске државе, као божанског Јулија (лат. Divus Iulius). што је Октавијан искористио у своју корист, додатно повезујући себе са Цезаром и његовим наслеђем, па је усвојио име Divi filius - Син Божји (или Божанског).
Сада помирени, Марко Антоније и Октавијан послали су двадесетосам легија морем у Грчку, која је служила као база Бруту и Касију. Након две битке код Филипа у Македонији (данашња северна Грчка) у октобру 42. п. н. е. тријумвири су изашли као победници, а Брут и Касије извршили су самоубиство.
Антоније је касније користио обе ове битке да би понизио Октавијана, будући да је рат добијен Антонијевим снагама. Поред тога што је полагао право на обе победе, Антоније је означио Октавијана као кукавицу због тога што је предао директну команду на бојишту генералу Марку Випсанију Агрипи.

### Подела територије
Након победе над цезароубицама тријумвири су поделили провинције међу собом. Октавијану је припала управа над западним провинцијама, Галијом, Хиспанијом и Италијом са Илириком док је Антонију припао исток са базом у Александрији у Египту где је склопио савез за Клеопатром, краљицом Птолемејског Египта, док је Лепид добио Африку.
Октавијану је остала тешка одговорност насељавања десетина хиљада ветерана из рата у Македонији, којима су тријумвири обећали земљишне поседе у Италији након кампање. Такође, многобројни војници који су се борили на страни републиканаца и сами су захтевали земљу, а да би избегао опасност да склопе савез са његовим непријатељима, Октавијан је морао да задовољи и њихове захтеве.
Више није било довољно државне земље за давање војницима, па је Октавијан био суочен са две опције:
- Изазвати незадовољство многих римских грађана конфисковањем њихове земље,
- или изазвати незадовољство многих римских војника који би могли да представљају озбиљну претњу по Октавијана унутар његове зоне контроле.

Тако је Октавијан изабрао прво.

### Побуне и склапање брачних савеза
Насељавање војника и конфискација земљишних поседа изазвали су раширено незадовољство Октавијановом управом, што је охрабрило многе да се окупе око Луција Антонија, брата Марка Антонија, који је уживао већинску подршку у сенату.
У исто време, Октавијан је затражио развод од Клодије Пулхре, ћерке Фулвије, супруге Марка Антонија. Вратио је Клодију њеној мајци, тврдећи да њихов брак никада није конзумиран. Користећи Октавијанов развод од своје ћерке као повод за рат, Фулвија је заједно са Луцијем Антонијем сакупила војску у Италији, да би се борила за права Марка Антонија против Октавијана.
Луције и Фулвија преузели су велики ризик супротставивши се Октавијану, будући да је римска војска плате добијала од тријумвира. Луције и његови савезници на крају су опседнути близу Перузије (модерна Перуђа) где их је Октавијан приморао на предају, 40. п. н. е. Луције и његова војска поштеђени су због његових породичних веза са Антонијем, док је Фулвија послата у прогонство на једно од грчких острва. Међутим, Октавијан није имао милости за већину Луцијевих савезника.
На годишњицу Цезаровог убиства, 15. марта 43. п. н. е, Октавијан је наредио погубљење триста римских сенатора и витезова због њиховог учешћа у Луцијевој побуни. Перуђа је спаљена и опљачкана у знак упозорења осталима. Овај догађај нанео је велику штету Октавијановој репутацији и изазвао критике многих савременика.
Склапање брачних савеза између знаменитих породица представљало је један од битних елемената политике у републиканском риму. Пошто се развео од своје прве супруге, Октавијан је убрзо посегнуо за новим браком, којим је желео да учврсти своју позицију у Риму и склопи нова савезништва.
Секст Помпеј био је син Помпеја Великог. Он се одметнуо још након пораза његовог оца у рату са Цезаром. Помпеј је успоставио своју базу на Сицилији а сходно договору из 39. п. н. е. управљао је и Сардинијом о Корзиком. И Октавијан и Антоније желели су савез са Помпејем.
Октавијан је успео да склопи савез са Помпејем када се 40. п. н. е. оженио Скрибонијом, ћерком Луција Скрибонија Либа, једним од најважнијих присталица Секста Помпеја. Скрибонија је родила Октавијаново једино биолошко дете, ћерку Јулију. На сам дан њеног рођења, Октавијан се развео од Скрибоније и ступио у брак са Ливијом Друзилом, ћерком једних од присталица Цезарових убица.
У међувремену, Марко Антоније је у Египту добио троје деце из везе са Клеопатром. Свестан све лошијих односа са Октавијаном, Антоније је кренуо за Рим, 40. п. н. е. са јаком војском против Октавијана. Антоније је опсео Бриндизи. Овај конфликт се показао неодрживим, пошто су обе војске одбиле да се боре једна против друге. У међувремену, Фулвија је изненада умрла у изгнанству па је помирење између Октавијана и Антонија постало могуће.
Новим споразумом, потврђена је подела територија између тријумвира.
Да би додатно осигурао савез са Антонијем, Октавијан је удао своју сестру Октавију за Марка Антонија. Из брака са Марком Антонијем, Октавија је родила две ћерке, Антонију Старију и Антонију Млађу.

### Рат против Секста Помпеја
Упркос привременом миру након Октавијанове и Антонијеве победе у рату против Цезарових убица, грађански рат није био завршен. Секст Помпеј је успео да окупи велике поморске снаге од присталица републике и одбеглих робова, те је помоћу тих снага стално ометао довоз хране у Италију.
Помпејева контрола над поморским путевима представљала је велики проблем за Октавијана, пошто је реметила снабдевање Италије житом, што је изазивало немире у Риму и угрожавало његов положај.
Привремени мир склопљен је 39. п. н. е. миром у Мизену. Поморска блокада Италије је подигнута пошто се Октавијан сложио да Помпеју преда управу над Сардинијом, Корзиком, Сицилијом и Пелопонезом. Помпеју је обећан и конзулски положај за 35. п. н. е.
Мир између Октавијана и Секста Помпеја нарушен је након што се Октавијан развео од Скрибоније и оженио Ливијом, 17. јануара 38. п. н. е.
Један од Помпејевих поморских команданата издао га је и предао Корзику у Сардинију Октавијану. Међутим, Октавијан није поседовао ресурсе да самостално изађе на крај са Помпејем па је постигнут нови договор којим је Други тријумвират продужен за нових пет година.
За узврат својој подршци Октавијану, Марко Антоније се надао да ће га овај подржати у његовој кампањи на истоку, против Парћана, којом је желео да освети тежак римски пораз у бици код Каре, 53. п. н. е. у којој је погинуо сам Марко Крас а Римљани изгубили војне стандарде
Сходно договору постигнутом у Тарентуму, Антоније је дао сто двадесет бродова Октавијану за његов поход против Помпеја, док је Октавијан имао да пошаље двадесет хиљада својих легионара да би помогао Антонијев поход на истоку. Окватијан је, међутим, послао само десетину те цифре, што је Антоније протумачио као намерну провокацију.
Октавијан и Марко Лепид покренули су заједничку војну кампању против Помпејевих снага на Сицилији, 36. п. н. е. Упркос почетним неуспесима, под заповедништвом Октавијановог пријатеља и способног заповедника, Марка Випсанија Агрипе, новоизграђена Октавијанова флота је 3. септембра 36. п. н. е. поразила Помпејеву морнарицу; Секст Помпеј је побегао у Азију, где су га убиле присталице Марка Антонија.
Након Помпејевог пораза, Марко Лепид је покушао заузети Сицилију, али је Октавијан придобио за себе његове војне јединице. Лепид се након тога потпуно повукао из политичког живота, али је до краја живота остао на положају врховног свештеника. Тако су Октавијан и Антоније остали једини владари у држави.

## Грађански рат против Антонија
Односи између Антонија и Октавијана стално су се погоршавали. Антонијева војна кампања против Парћана на истоку доживела је потпуни неуспех, и сама Антонијева репутација као војног заповедника због тога је била укаљана. Октавијан је послао тек симболичних две хиљаде легионара Антонију као појачање, али то је тешко могло довести до битних промена.
Антоније, који се већ налазио у вези са Клеопатром, послао је своју закониту супругу, Октавијанову сестру Октавију, назад у Рим. Октавијан је то користио у пропагандне сврхе, наводећи како је Антоније све мање Римљанин, будући да се одрекао своје римске супруге у корист оријенталне љубавнице.
Користећи Антонијеве потезе да ојача свој положај и делегитимише свог ривала,. Октавијан се послужио лукавим политичким триком: понудио је да се повуче са положаја тријумвира, под условом да Антоније учини исто.
Антоније је то одбио. Несумњиво, Октавијанова намера била је да себе представи као некога ко поштује традиционалне римске републиканске вредности, а Антонија прикаже као аутократу.
У међувремену, на истоку су римски војници заузели Јерменију 34. п. н. е., Антоније поставио свог сина са Клеопатром, Александра Хелија, као краља Јерменије. Такође је окитио Клеопатру источњачком титулом "Краљице над краљевима", што је Октавијан спремно користио као аргумент да Антоније намерава да подреди Рим својем источном краљевству.
У Риму, Октавијан је још једном изабран за конзула, 33. п. н. е, отворивши седницу сената жестоким нападима на Антонијево даривање титула и територија својим рођацима и љубавници Клеопатри.
Сукоб између Антонија и Октавијана узроковао је да се велики број сенатора, заједно са оба конзула за ту годину, напусти Рим и пребегне у Антонијев камп.
Октавијан је - супротно древним римским законима - насилно ушао у храм весталки, у коме су се чували тестаменти римских грађана, па је јавно открио садржај Антонијевог тестамента, у коме овај оставља римске територије на истоку својим синовима са Клеопатром и наводи своју жељу да буде сахрањен заједно са Клеопатром у Александрији.
Сенат је 32. п. н. е. званично одузео Антонију конзулске моћи и објавио рат Клеопатри. Ране 31. п. н. е. док су Антоније и Клеопатра боравили у Грчкој, Октавијан је постигао прву победу, пребацивши војску преко Јадрана под командом генерала Агрипе.
Агрипа је одсекао Антонијеве и Клеопатрине снаге од њихових поморских линија снабдевања, док је Октавијан искрцао трупе на копну преко пута острва Керкира и отпочео марш према југу.
Одсечени и са копна и са мора, дезертери из Антонијеве војске пребегли су Октавијану. Пошто је Октавијан сада располагао значајним снагама, и налазио се у добром стратешком положају, отпочеле су припреме за одлучујући сукоб са Антонијем.
Антонијева флота, у очајничком покушају да пробије Агрипину блокаду, запловила је кроз залив Акциј, на обалама западне Грчке. Ту се Антонијева флота суочила са значајно већом флотом мањих, покретљивијих бродова под командом Агрипе и Гаја Сосија, у бици код Акција, 2. септембра 31. п. н. е.
Тамо је Антоније доживео потпун пораз, а остаци његових снага спашени су само интервенцијом Клеопатрине флоте.
Напад на Египат Октавијан је предузео 30. п. н. е. Отпор Антонија и Клеопатре сломљен је без значајних тешкоћа. Антоније је извршио самоубиство, а његов пример убрзо је следила и Клеопатра. Освајање Египта и његово претварање у римску провинцију донело је Октавијану огроман плен, који му је омогућио да исплати војнике и све дугове. У Рим се вратио 29. п. н. е. као потпуни господар читаве римске државе. Он ће под именом Augustus (»Узвишени«) организовати нов облик државног уређења ― царство.
За разлику од неких претходних ситуација када се немилосрдно обрачунао са својим побеђеним непријатељима што је изазвало критике и показало се веома непопуларним међу народом, Октавијан је овог пута показао милост према многим својим противницима након победе код Акција, и многима је опроштено.
Октавијан је поштедео Антонијеву децу са Клеопатром, али је наредио погубљење његовог најстаријег сина, Антилија, као и убиство Цезариона, сина Клеопатре и Јулија Цезара.
Будући да је Октавијан темељио своју политичку каријеру и подршку на чињеници да је једини и неоспорни Цезаров наследник, он није могао оставити Цезариона у животу.

## Принципат
Италско друштво је након дугог периода грађанских ратова тежило миру, па је Римски мир лат. pax Romāna била парола под којом је Октавијан ујединио различите слојеве друштва. Најактивнији Октавијанови противници изгинули су у ратовима, а они преживели били су политички ослабљени и деморализовани. Немири и ратови допринели су популаризацији идеје о прошлим срећним временима и о једноставном животу побожних предака. У складу с таквим тенденцијама понаша се и Октавијан, па је једна од његових првих мера по повратку у Рим (29. п. н. е.) била рестаурација храмова.
Иако је једини у држави поседовао војну моћ, Октавијан није желео да буде просто војни деспот, него владар који је успоставио најбољу могућу цивилну власт, али тако да не отвори простор за нове грађанске сукобе. Октавијан је наредио масовну демобилизацију, а затим је реформисао састав сената. У новом списку сенатора Октавијаново је име стављено на почетак, па одатле његова титула принцепс сенатус (лат. princeps senatus). У доба републике принцепси сената нису имали никаквих посебних овлаштења, осим што су у сенату први гласали. Октавијанова титула принцепса, међутим, не означава више само првог у сенату, него и првог у држави, па је и облик владавине који је завео у историји познат као принципат.
Октавијан је 27. п. н. е. прогласио успостављање републике и одрекао се власти, али му је сенат изгласао нова овлашћења и доделио му назив Augustus - Узвишени, по којем ће отада бити познат. Успостављање републике било је само привид: 23. п. н. е. додељује му се доживотно врховно војно заповједништво империјум мајус (лат. imperium maius). Он ставља назив император у своју титулу на првом месту, и отада се сви каснији римски цареви називају императорима. Друга важна функција коју је Август узео доживотно била је трибунска власт трибунициа потестас чиме је Октавијан добио овлашћења народног трибуна (лат. tribunicia potestas) желећи да покаже како његова власт има демократско порекло. Такође, трибунска овлашћења су му омогућила да се представи као заштитник римских грађана. Када је умро Лепид, постао је понтифекс максимус - врховни свештеник, (лат. Pontifex Maximus); 8. п. н. е. осми мјесец у години назван је по њему Август; 2. п. н. е. додељен му је назив отац домовине (лат. Pater Patriae).
Август је задржао републиканске државне установе, али се њихова улога значајно променила. Највиши орган римске државе ― сенат, који је у републици одлучивао о унутрашњој и спољној политици као и о питањима култа и финансија, добио је сада законодавне и судске функције. Његове одлуке имају снагу закона и, премда је формално сматран највишим државним органом, он је послушно примао Августове предлоге и радио према његовим упутствима. Године 27. п. н. е. провинције су подељене на сенатске и царске. Приходи из првих стизали су у сенатску благајну (аерариум) и њима је располагао сенат, али уз царев надзор. Приходи из царских провинција притицали су у царску благајну (фискус) и њима је располагао сам цар.
Народне скупштине су се и даље састајале и на њима су се доносили закони које би предлагао сам цар или други магистрати. Оне су бирале и магистрате, али избори нису били слободни, него се гласало само за оне кандидате које је предлагао сам Август по праву препоруке (лат. Ius comendacionis).
Магистратуре су такође формално задржане, али су изгубиле свој ранији значај. Осим два редовна конзула (лат. consules ordinarii), бирани су и други парови који су се током године смењивали по одређеном редоследу и звали се суфектни конзули (лат. consules suffecti). Цензура је изгубила значај, јер је цензус и спискове сената вршио сам Август. Судски послови претора такође су прешли у надлежност цара и његових сталних судских комисија (лат. quaestiones perpetuae). Август је судио кривична дјела, најпосле тамо где је била предвиђена смртна казна. Уз већ постојеће магистратуре у Августово се доба почиње снажно развијати државни чиновнички апарат. Из редова сенатора биран је префект Рима (лат. praefectus urbi), који је био задужен за очување мира и реда у граду. Управници царских провинција (легāти) такође су бирани из сенаторских редова. Најважнија функција на коју су бирани припадници витешког сталежа био је положај заповедника преторијанске гарде (префект преторија). Преторијанци су били лична царева гарда, нека врста полиције која је чувала самог цара и надзирала ред у Риму и Италији. Важна је била и функција префекта Египта који је овом провинцијом управљао као личном царевом имовином. Прокуратори су се старали за убирање пореза и управљали су мањим провинцијама.

### Уставне и политичке реформе
После своје победе у бици код Акција, Октавијан се налазио у позицији да о свему одлучује, и већ је де-факто био једини господар државе. Деценије грађанских ратова гурнуле су Републику у стање безакоња, али, то није значило спремност да Октавијан буде прихваћен као деспотски владар.
Иако Октавијан није намеравао да се одрекне својих моћи, од тог тренутка па надање, његов главни циљ биће да врати Рим у стање стабилности, а моћ у легалне оквире.

### Први договор са сенатом
Октавијан се 27. п. н. е. јавно одрекао својих овлашћења које је вратио сенату. Чак се одрекао контроле над провинцијама и њиховим војскама. Ипак, како је он и даље био конзул, сенат није могао да сам иницира законску процедуру и предлаже законе на расправу. Октавијан више није имао директну контролу над провинцијама и војском, али је свакако још увек уживао лојалност војника и ветерана. Штавише, Октавијан је имао разгранату мрежу својих клијената којима је служио као патрон и поседовао је огромно лично богатство, вероватно највеће у римској држави.
Велики део овог новца, Октавијан је користио за јавне пројекте, а донирао је и велику своту државној ризници.
Ускоро је сенат поново понудио Октавијану да преузме контролу над провинцијама, чије је практично ратификована његова моћ која је превазилазила традиционални римски устав.
Услед свог договора са сенатом, Август је омогућио да се његова лична власт врши кроз конститутивне оквире републике, поштујући већ успостављена правила и законе.
Иако је јавно себе приказивао као невољног јавног слугу, Август је прихватио понуду сената, и на десет година преузео управљање провинцијама, под изговором да то ради ради смиривања хаотичног стања у појединим провинцијама које су трпеле у серији грађанских ратова у првом веку п. н. е.
Сенат је тако дао контролу Августу над већином провинција, укључујући целу Хиспанију, Галију, Сирију, Киликију, Кипар и Египат. Контрола над овим провинцијама, обезбедила је Августу и контролу над већим делом војске.
Ипак, Август није имао потпуни монопол над политичком и војном влашћу, иако је очигледно био водећа личност у римској држави која је уживала огромно поштовање и ауторитет и међу римском елитом, и међу нижим друштвеним класама.
Сенат је, 16. јануара 27. п. н. е, Октавијану доделио титуле августа и принципса. Његове нове титуле и почасти јасно су га издигле као сакралну фигуру, па је Октавијан сматран и другим оснивачем Рима.
Без обзира на све почасти, увек опрезни Октавијан одбио је да носи скиптар и дијадему као и златни венац и пурпурну тогу, на које је као Цезаров наследник имао право. Напослетку га је сенат наградио постављањем златног штита на месту где се сенат састајао. На штиту су стајали натписи: virtus, pietas, clementia, iustitia — храброст, честитост, благост и правдољубље.

### Други договор са сенатом
Августова доминантна позиција у римском политичком животу и чињеница да је редовно био биран за конзула, довела је до лаганог умирања републиканског система власти који је омогућавао најамбициознијим римским политичарима да се такмиче за позицију конзула која је била највиша функција у римској држави.
До одређених политичких проблема доводила је и Августова жеља да га његов сестрић, Марко Клаудије Марцел, наследи на месту принцепса. Августова намера да прогласи Марцела својим наследником изазвала је незадовољство његова три најближа савезника, Агрипе, Мецене и Ливије.
Август се обратио сенату за помоћ. Познати републиканац, Калпурније Пизон, именован је за Августовог колегу конзула, 23. п. н. е.
Током пролећа исте године, Август се озбиљно разболео. Уверен да умире, Август је највероватније намеравао да изабере наследника и обезбедио континуитет власти.
Судећи по одређеним изворима, Августов први избор за наследника био је његов дугогодишњи пријатељ, Агрипа, али је у део својим званичних овлашћења пренео на Пизона.
Међутим, Август је свој прстен-печатник предао Агрипи, чиме је постало јасно да је управо Агрипа његов незванични наследник. Штавише, Агрипа је уживао велику популарност у војсци и његов избор за Августовог наследника чинио се логичним.
Август се напослетку опоравио али се повукао са места конзула. На том положају Август се нашао још само два пута, 5. и 2. п. н. е. при чему је свој положај искористио да своје унуке представи сенату.
Ово је био део Августове политичке стратегије која је имала за циљ да се очувају републикански механизми власти. Иако је током Августове владавине ово постајао само привид, Август је пажљиво одржавао односе са сенатом и приказивао себе само као првог међу једнакима. Пошто се повукао са места конзула, Август је тако дао шансу осталим сенаторима да дођу до највише функције у држави, али је тиме могао и да делује као патрон читаве сенатске класе.
Иако се одрекао конзулске функције, Август је задржао свој конзуларни империјум, не само у провинцијама, него у читавом царству.
Оваква расподела власти довела је до такозваног другог договора између Августа и сената.
Сенат јесте био највише законодавно тело у римској држави и све републиканске институције наставиле су да функционишу, међутим, Августов империјум давао је принцепсу широка овлашћења.

### Расподела власти
Будући да се Август одрекао своје конзулске функције, више није имао званичну власт над римском државом, али његова моћ била је неумањена. Као проконзул, Август је и даље имао власт над царским провинцијама.
Док је био конзул, Август је имао моћ да интервенише у провинцијама чије је гувернере постављао сенат. Када се одрекао позиције конзула, Август је изгубио ова овлашћења, пошто је као проконзул имао моћ само над царским провинцијама. Август је желео да задржи моћ да се меша у сенатска постављења у послове у сенатским провинцијама.
Један проблем додатно је истакао потребу да дође до новог о расподели власти између сената и принцепса. Наиме, током касне 24. или ране 23. године пре нове ере, подигнуте су оптужбе против Марка Прима, бившег гувернера провинције Македоније, због вођења рата без претходног одобрења сената. Мета Примових ратних операција било је Одриско краљевство у Тракији чији је краљ био римски савезник.
На суђењу је Прима заступао Луције Лициније Мурена који је суду рекао да је његов клијент добио инструкције од Августа који му је наредио напад на ову клијентску државу.
Касније, сам Прим сведочио је да је наређење заправо дошло од Марцела, који је нешто раније преминуо.
Оваква наређења, у случају да су заиста била дата, кршила би права сената успостављена првим договором из 27. п. н. е. пре него што је Августу дат империјум мајус (лат. imperium proconsulare maius), будући да је Македонија била сенатска провинција под јурисдикцијом сената а не царска провинција под Августовом управом.
Постојала је опасност да дође до нарушавања политике рестаурације републике, коју је Август пажљиво градио, чиме би била разоткривена као лаж Августова тврдња да је он само први грађанин и први међу једнакима.
Мерцелово учешће у овој афери показивало је да је Августова политика опасна, будући да је Август поставио потенцијално неспособног младића као свог наследника.
Сама Августова жеља да га наследи неко из његове породице доводила је до оптужби да он жели да уведе монархију.
Ситуација је била тако озбиљна да се сам Август појавио на Примовом суђењу, иако није био позван као сведок. Под заклетвом, Август је рекао да није дао такво наређење. Мурена није веровао Августу и био је незадовољан његовим покушајем да омета суђење користећи свој аукторитас.
Грубо је захтевао да зна зашто се Август појавио на суђењу на које није био позван. Август је одговорио да је дошао због јавног интереса.
Прим је проглашен кривим, али поједине судије гласале су да буде ослобођен, што је значило да нису сви веровали Августовом сведочењу.
Напослетку, други договор између Августа и сената догодио се да би разрешио конфузију и формализовао Августов законски ауторитет да интервенише у пословима сенатских провинција.
Сенат је тако доделио Августу општи imperium proconsulare, проконзулски империјум (у преводу моћ заповедања) који је важио широм царства, не само у царским провинцијама.
Августу је додељен и imperium proconsulare maius који је имао да важи широм царства и био је изнад свих осталих проконзула у царству.
Ово је Августу дало уставна овлашћења која су била већа од свих осталих проконзула у царству.
Августов imperium maius обновљен је 13. п. н. е.

### Проширење власти
У склопу другог договора са сенатом, Августу су додељене трибунске моћи (лат. tribunicia potestas) и то доживотно, иако не и званична титула трибуна. Током неколико година, Августу је додељен и имунитет од гоњења (лат. tribunicia sacrosanctitas) који је у доба републике даван Плебејском трибуну.
Август је сада имао све моћи магистратуре, које су се аутоматски обнављале сваке године. Ова овлашћења омогућила су Августу да сазива сенат и грађане по својој жељи. Штавише, Август је могао да стави вето на одлуке сената и народних скупштина, да председава изборима и говори први на свим јавним скуповима.
У Августове трибуницијске моћи била су укључена и овлашћења коју су традиционално припадала цензору. Ова овлашћења укључивала су права надгледања јавног морала и контрола закона да би се осигурало да буду у јавном интересу.
Користећи своје цензорске моћи, Август је желео да поново успостави традиционалне римске врлине, стога је забранио ношење било које друге одеће на форуму осим традиционалне тоге.
Ипак, у римском закону није постојао преседан за комбиновање овлашћења трибуна и цензора, а сам Август никад није изабран на позицију цензора. Сличне моћи додељене су Јулију Цезару, коме је било поверено старање о државном моралу.
Међутим, Цезару нису додељена додатна овлашћења као у Августовом случају. У много чему, Августу је успостављао преседан.
Августове моћи даље су проширене када му је додељен империјум над самим градом Римом, а уз то, његов imperium maius и трибунске моћи учињене су доживотним.
По републиканској традицији, проконзули (гувернери провинција) губили су свој проконзуларним империјум чим би прешли свете границе града - померијум (лат. Pomerium)
Пошто је Августу додељен врховни imperium proconsulare maius његове моћи нису престајале када би се налазио у границама града Рима.
Пре ових реформи, све војне јединице у граду налазиле су се под контролом градских претора и конзула, али сада су стављене под директну Августову контролу.
Највећи део римске војске налазио се у царским провинцијама под Августовом контролом, који је њима управљао путем легата, који су деловали у својству царских представника у провинцијама. У случају да дође до битке на територији сенатских провинција, Августов проконзуларним империјум давао му је право да командује или преузме заслуге за постигнуту победу.

### Завера
Август је био веома популаран међу плебејцима. Договори о расподели власти између Августа и сената нису наилазили на разумевање међу плебсом који је често захтевао да Август учествује у царским пословима. Када се Август није кандидовао за конзула 22. п. н. е. међу народом се проширило веровање да аристократски сенат жели да искључи принцепса из управљања државом.
У Риму је у три наврата, током 22. 21. и 19. п. н. е, долазило је до нереда и народ је дозволио да буде изабран само један конзул, наводно да би друго место остало упражњено за Августа.
Већ 22. п. н. е. дошло је до несташица хране у Риму што је довело до панике. Многи припадници градског плебса захтевали су од Августа да преузме диктаторска овлашћења да би лично решио ову кризу.
Након театралног одбијања да прими диктаторске моћи, Август је напослетку јавно прихватио да управља снабдевањем града житом. Криза је убрзо решена. Након још једне кризе са снабдевањем храном из 8. н. е. Август је успоставио функцију praefectus annonae, префекта који је био задужен за снабдевање града житом.
Упркос Августовој великој популарности међу плебсом и ауторитетом који је уживао међу сенатском класом, било је оних који су се противили проширењу Августових овлашћења које му је сенат доделио у склопу другог договора.
Ово незадовољство дошло је до изражаја у завери Фенија Цепиона.
Нешто пре 1. септембра 22. п. н. е, извесни Кастриције обавестио је Августа о завери коју је предводио Феније Цепион. Луције Лициније Мурена, даровити говорник и конзул који је бранио Марка Прима на суђењу, именован је као један од завереника.
Завереницима је суђено у одсуству, а Тиберије је био тужилац. Порота их је прогласила кривим, али пресуда није донета једногласно. Сви оптужени су осуђени на смрт због издаје и погубљени чим су ухваћени, а да им није омогућено да се бране.
Август се побринуо да фасада републиканских процедура настави да функционише а околности завере и каснијих догађаја су прикривени.
Услед проширења својих овлашћења из 19. п. н. е. Августу је дозвољено да ознаке конзулске власти у јавности и пред сенатом, као и да седи у столици између два конзула и држи фасцес, симбол конзулске власти.
Народ је био умирен. Без обзира да ли је Август био конзул или не, могао је у јавности да се појављује као конзул и врши конзулску власт ако је то потребно.
Након смрти Марка Емилија Лепида, 6. марта 12. п. н. е., Август је преузео дужност врховног свештеника (лат. Pontifex Maximus), најважнију позицију у римској религији.
Август је, 5. фебруара 2. п. н. е., понео почасну титулу оца отаџбине (лат. Pater Patriae).

### Учвршћивање власти
Коначни разлог за други договор са сенатом је успостављање уставне стабилности и обезбеђивање континуитета власти у случају да се нешто деси принцепсу Августу.
Августова болест 23. п. н. е. и Цепионова завера показали су крхкост принципата и чињеницу да режим зависи од само једног човека - Августа, који је патио од неколико опасних и озбиљних болести током свог живота.
Ако би Август умро природном смрћу или био убијен, Рим би могао да западне у нови грађански рат. Успомене на битку код Фарсала, Мартовске иде, проскрипције, битку код Филипа и Акција биле су и даље јаки у сећању Римљана. Грађански ратови који су захватили Рим средином и крајем првог века п. н. е. трајно су изменили стару републику. Август је, пре свега, донео мир и преко потребну стабилност римској држави. Међутим, принципат као политички систем и даље је био у самом зачетку, и постојале су бојазни да би Августовом смрћу могло доћи до новог периода нестабилности.
Да би се обезбедила уставна стабилност, генералу Агрипи је дат проконзуларни империјум на пет година.
Након 23. п. н. е. и другог договора са сенатом Августове моћи биле су комплетне. Август је рачунао своју владавину од 1. јула 23. п. н. е, датума када је постигнут други договор.
Отприлике у ово време, принципат је постао стабилнији. Каснији императори углавном су добијали сва овлашћења која су дата Августу, мада би новопостављени императори често одбијали почасти додељиване Августу да би показали скромност.
Најчешће, императори би постепено прихватали све титуле и овлашћења током своје владавине, без обзира на то да ли им је сенат доделио титуле или не.
Каснији императори обично су носили ловоров венац (лат. Corona Civica), конзулске инсигније као и пурпурну тогу (лат. toga picta) који су у доба републике носили само победнички генерали приликом тријумфа. Све ово остало је део царских инсигнија све до касно-византијског доба.

## Ратови и проширење царства
Август је изабрао да његово име почиње титулом Imperator (лат. Imperator Caesar Divi Filius Augustus), што је значило „победнички заповедник” (или генерал). Август је овиме желео да буде повезан са самим појмом победе и војног тријумфа. Август се хвалио чињеницом да су га његови војници 21 пут прогласили „императором” што је титула која је у доба републике додељивана победничким генералима.
Велики део својих постигнућа познатих под именом Res Gestae Divi Augusti (Дела божанског Августа), Август је посветио својим војним победама и многим почастима које је добио од сената.
Август је такође промовисао идеал супериорне римске цивилизације чији је задатак био владавина над (Римљанима) познатим светом. Ова идеја најбоље је изражена у стиховима песника, и Августовог пријатеља, штићеника и савременика, Вергилија:
Тu regere imperio populos, Romane, memento [Ти, о Римљанине, својом снагом владаш народима - запамти!]
Жеља за експанзијом је, изгледа, била јака међу свим друштвеним класама, а своју најјачу потврду налази у стиховима које изговара Јупитер, у првој књизи Вергилијеве Енејиде, у којима обећава Риму: imperium sine fine, власт без краја.
До краја Августове владавине, Римљани су освојили северну Хиспанију (данашњу Шпанију и Португал) и алпске регије, Рецију и Норик (делове данашње Швајцарске, Баварске у Немачкој, Аустрије и Словеније), Илирик и Панонију (данашња Албанија, Хрватска, Мађарска и Србија) а проширене су и границе провинције Африка према истоку и северу.
Рим се значајно проширио и на истоку. Јудеја је анектирана и присаједињења провинцији Сирији, када је Август збацио са престола Ирода Архелаја, наследника Ирода Великог који је владао као римски вазални краљ.
Сирија је, попут Египта након пораза Марка Антонија и Клеопатре, била под управом префекта из коњичког сталежа, а не проконзула или легата.
Рим је 25. године п. н. е. без борбе анектирао Галацију, краљевство у централној Анадолији (данашња Турска) након смрти последњег краља.
Племена Астуријаца и Кантабра најзад су поражена у Кантабријским ратовима, чиме је довршено дуготрајно римско освајање Иберијског полуострва.
Ове области биле су богате златом и ускоро су отворени многи рудници које су Римљани обилато користили у наредним вековима.
Освајање Алпа било је од посебне важности по Рим јер је успостављена тампон зона између Италије и римских непријатеља на северу, у Германији.
Хорације је посветио песму у част победе, споменик под именом „Августов Трофеј” подигнут је близу данашњег Монака.
Након освајања алпске регије, Тиберије је 12. п. н. е. отпочео офанзиву против панонских племена у Илирику, док је његов брат, Нерон Клаудије Друз, истовремено ратовао против германских племена на обалама Рајне. Обе кампање биле су успешне: Друзове снаге избиле су на реку Елбу, 9. п. н. е, али сам Друз убрзо је умро.
Према сведочењима, ожалошћени Тиберије пешачио је испред тела свог брата током читавог пута назад за Рим.

### Односи са Парћанима
Да би се заштитио од Парћанског царства на истоку, Август се ослањао на вазалне краљевина које су биле тампон зона између две силе. Да би се додатно заштитио, Август је стационирао римску војску у Сирији, а послао је и свог усвојеног сина и успешног генерала, Тиберија, да преговара са Парћанима у склопу дипломатске мисије.
Захваљујући Тиберију, Тигран V враћен је на престо Јерменије, која је такође служила као тампон зона између Парта и Римљана.
Тиберијев највећи успех био је повратак римских војних застава које су пале у руке Парћана након катастрофалног пораза Марка Краса у бици код Каре. Заставе су повраћене дипломатским преговорима и ово је представљало велику моралну сатисфакцију за Рим, будући да је губитак легионарских застава била велика мрља на римској војничкој части.
Овај догађај Август је искористио у пропагандне сврхе. Повратак војних застава приказан је на Августовом оклопу у на статуи познатој као „Август од Примапорте”.
Иако је Партија била опасност по Рим, већа опасност по царство долазила је са севера. Фронт против Германских и Сарматских племена успостављен је на Рајни и Дунаву.

### Битка у Теутобуршкој шуми
Један од највећих војних пораза у римској историји догодио се у бици у Теутобуршкој шуми, 9. године нове ере. Снаге римског генерала Публија Квинтилија Вара ухваћене су у заседу у уништене у Теутобуршкој шуми од стране савеза германских племена, које је предводио Арминије, официр германског порекла који је служио у помоћним одредима Варове војске и био римски грађанин.
Арминије је стекао римско војно образовање, што му је омогућило да превари римске генерале и предвиди тактичке потезе римске војске.
У бици су уништене чак три римске легије, седамнаеста, осамнаеста и деветнаеста, као и шест помоћних кохорти. Римске жртве процењене су на око шеснаест до двадесет хиљада.
Овај пораз означио је крај римских амбиција о освајању читаве Германије, упркос томе што је у наредним вековима Рим успешно ратовао против Германских племена. Каснија историја дала је велики симболички значај овој бици, као прекретници у историји Европе.
Према Светонију, након што је чуо вести о катастрофи у Теутобуршкој шуми, Август је био толико потресен да је ударао главом о зид своје палате, непрекидно вичући:
Quintili Vare, legiones redde! [Квинтилије Вару, врати ми моје легије!]

## Последње године и смрт
Још приликом Августове болести 23. п. н. е, постало је јасно да стабилност система који је он успоставио почива на позицији принцепса. Нејасна ситуација око правила наследства заправо је остала једна од највећих слабости принципата и извор нестабилности, још током Августовог живота. Формално, Рим је остао република и никада није проглашено царство, али највећи део политичке и војне моћи био је концентрисан у рукама једног човека - принцепса.
Август је своје огромне моћи користио крајње опрезно, увек пажљиво одржавајући привид легалности и поштовања републиканских традиција. Са друге стране, Август је намеравао да пренесе своје моћи на неког члана своје породице, али је наишао на озбиљне проблеме.
Август је имао само једно биолошко дете, Јулију Старију, са својом другом супругом, Скрибонијом. Из брака са Ливијом, Август није имао деце, па се морао окренути осталим члановима своје породице и склапању династичких савеза.
Након што је своју кћер, Јулију, удао за Марка Клаудија Марцела, Август је назначио да би Марцел могао да буде његов наследник. Марцел је, међутим, умро већ 23. п. н. е. а поједини антички историчари окривили су сплетке Августове жене Ливије за његову смрт.
Након Марцелове смрти Август се окренуо свом дугогодишњем пријатељу, генералу Агрипи, који се оженио Јулијом.
Њихов брак био је успешан, упркос великој разлици у годинама, и произвео је петоро деце, Гаја Цезара, Луција Цезара, Јулију Млађу, Агрипину Старију и Агрипу Постума.
Након другог договора између сената и Августа, Агрипи су додељена велика овлашћења.
Младе Гаја и Луција Цезара, Август је лично представио сенату чиме су отпочеле њихове политичке каријере. Када је Август и званично усвојио Гаја и Луција, постало је јасно да их сматра својим наследницима. Двојица његових унука кандидовани су за конзуле 1. и 4. године нове ере.
Август је показивао наклоност и према деци своје супруге Ливије, Друзу и Тиберију. Обојица су командовали војском и изабрани на јавне функције.
Агрипа је умро 12. године п. н. е. па је Август по трећи пут удао своју ћерку, Јулију. Овога пута за њеног супруга изабран је Тиберије. Августова намера могла је бити уједињење јулијевске и клаудијевске гране царске породице, док поједини антички историчари приписују овај брак Ливијиним сплеткама и њеној жељи да њен син Тиберије наследи Августа.
Тиберије је, највероватније под притиском самог Августа, био натеран да се разведе од своје жене, Випсаније да би се оженио Јулијом.
Тако је Тиберије постао први кандидат да наследи Августа, али он се из неразјашњених разлога повукао из јавног живота и отишао на Родос. Његов брак са Јулијом био је несрећан, што је могао бити један од разлога за Тиберијево повлачење.
Међутим, Луције и Гај умрли су 2., односно 4. године нове ере а раније је умро и Тиберијев брат Друз.
Тиберије је позван у Рим одмах након смрти Августових унука Гаја и Луција. Август га је усвојио као сина, под условом да Тиберије усвоји свог рођака Германика, чиме је Август желео да обезбеди да политичка власт над римском државом остане у рукама његове породице и после његове смрти.
У наредном периоду, Тиберије је уздигнут за главног Августовог наследника. Дате су му трибунске и проконзулске моћи а 13. године нове ере награђен је тријумфом а његов империјум изједначен је са Августовим.
Једини преостали ривал који је могао угрозити Тиберијев положај Августовог наследника, Агрипа Постум, прогнан је 7. н. е. и Август га се одрекао.
Остарели Август умро је 19. августа 14. нове ере док је био у посети месту Нола, место смрти свог оца. Тацит и Касије Дион помињу гласине да је Ливија отровала Августа намазавши свеже смокве отвором.
Међутим, већина историчара одбацује ове тврдње као фабрикације оних који су фаворизовали Агрипу Постума за Августовог наследника.
Ливија је дуго била мета гласина да је отровала низ чланова царске породице да би довела свог сина Тиберија на власт, али већина ових гласина највероватније нису истините.
Као могућност се помиње да је Ливија заиста дала Августу отроване смокве, али као део претходног договора са самим Августом. Царево здравље већ неколико месеци било је лоше и он је желео да се постара да након његове смрти дође до мирне смене на власти. Донекле нерадо, Август је прихватио Тиберија за наследника.
Није се очекивало да се принцепс жив врати из Ноле, али његово се у међувремену поправило. Према појединим гласинама, Август и Ливија договорили су се да Август умре у одређеном тренутку, пошто су све припреме око политичке транзиције већ биле припремљене, а све са циљем да пренос власти на Тиберија не буде угрожен.
Наводно, Августове последње речи биле су:
Јесам ли добро одиграо улогу? Аплауз док излазим.
Као глумац који напушта позорницу живота, Август је одиграо скоро савршену улогу.
У јавности, умирућем принцепсу приписивале су се речи:
Гледајте! Затекао сам Рим од глине а остављам вам га од мермера!
Огромна погребна процесија пратила је Августово тело од Ноле до Рима. На дан његове сахране обустављени су сви приватни и јавни послови у граду. Тиберије и његов син, Друз, одржали су посмртни говор. Августово тело у ковчегу кремирано је близу маузолеја који је подигао за себе и своју породицу.
Август је проглашен за божанство и постао је нови члан пантеона римских богова. Четири векова касније, током пљачкања Рима 410. године, Визиготи су провалили у маузолеј; Августов и пепео других императора је расут.

## Наслеђе
Август је поставио темеље система владавине који ће, уз повремене кризе, потрајати у наредних петнаест векова, до пропасти Западноримског царства 476. и пада Цариграда 1453. Титуле цезара и августа постале су део царске титулатуре у наредним вековима.
Култ божанског Августа наставио се све до увођења хришћанства као државне религије у царству 391. године. Постоји много преживелих статуа и бисти првог римског цара. Као врхунски пропагандиста, Август се побринуо да иза себе остави списак својих постигнућа, Res Gestae Divi Augusti — Дела божанског Августа. Сам овај споменик био је постављен испред Августовог маузолеја.
Садржај са споменика копиран је широм царства после Августове смрти. Натпис на латинском пратио је и грчки превод и постављен је на многим јавним местима, попут храма у Анкари.
Сам Август бавио се поезијом и написао песме, Сицилија, Епифан и Ајакс као и аутобиографију састављену од тринаест књига. Делови његових радова сачувани су, што је омогућило историчарима да открију више чињеница о Августовом приватном животу.
Многи сматрају Августа највећим римским царем. Без сумње, Августова политичка вештина стабилизовала је царство и омогућила дуг и просперитетан период у римској историји назван Pax Romana — Римски мир, или Pax Augusta — Августов мир.
Приликом ступања императора на власт, сенат би им поручио: Буди срећнији од Августа и бољи од Трајана.
Иако није поседова харизму Јулија Цезара, Август је био интелигентан, одлучан и пре свега вешт политичар. Град Рим доживео је велике промене за време Августове владавине те је постао прва метропола у светској историји. Август је основао прву градску полицију, ватрогасну службу као и положај градског префекта.
У Августово доба успостављена је и позиција префекта страже (лат. praefectus vigilum) који је командовао вигилима. Управо су вигили (лат. Vigiles Urbani) деловали и као једна врста градске милиције и као ватрогасци. Сам град Рим за време дуге Августове владавине постао је метропола и према појединим проценама историчара које се базирају на подацима из пописа римских грађана током Августове владавине, могао је имати између милион и милион и по становника.
Под Августом је по први пут формирана и стајаћа војска од 28 легија са укупно 170.000 војника.
Међутим, постојале су бројне помоћне јединице од којих је свака имала по 500 војника. Припадници помоћних јединица углавном су регрутовани из подручја која су тек потпала под римску власт.
Август се такође старао о ваљаном одржавању путева, посебно оних у Италији. Заснован је курирски систем. Поред путева су подигнута бројна одморишта где су путници могли да се окрепе и промене коња. Надзор над путевима био је поверен војном официру (лат. praefectus vehiculorum).
Изградња нових и проширење постојећих путева омогућило је римској војсци да брзо маршира. Путна мрежа у Италији такође је погодовала расту трговине.
Једна од познатијих институција заснованих под Августом је Преторијанска гарда. Преторијанци су исправа служили као телесна гарда на бојном пољу која се касније претворила у елитну царску гарду и постала значајан фактор у римској политици. Преторијанци су стекли моћ да застраше сенат, постављају и свргавају цареве чија је власт често зависила од њихове подршке.
Непоуздану преторијанску гарду распустио је Константин Велики у раном четвртом веку, након скоро три века постојања.
Август је настојао да буде оличење традиционалних римских врлина, али је такође тежио да задобије широку подршку маса. Сходно томе, Август је потрошио огромне суме новца; 29. године п. н. е, Август је платио 400 сестерција сваком од укупно 250 хиљада римских грађана, 1000 сестерција ветеранима из легија. Додатних 700 милиона сестерција потрошено је да би се купила земља на којој је Август населио своје легионаре.
Како би показао своје поштовање традиционалне римске религије, Август је обновио 82 различита храма.
Током 28. п. н. е, Август је истопио 80 сребрних статуа подигнутих у његову част, да би се приказао штедљивим и скромним.
Сама дужина Августове владавине умногоме је заслужна за потоњи успех принципата и мир и благостање у римској држави током првог и другог века после Христа. Тацит пише како млађе генерације Римљана, рођених и одгајаних за време Августове владавине, нису познавале ниједан други облик власти осим принципата.
Поред многобројних реформи и саме Августове политичке вештине, његово највеће наслеђе јесу мир и просперитет у римској држави. Нема сумње да је сам Август био централна личност у трансформацији римске државе из нестабилне републике у неку врсту монархије. Сам Август постао је парадигма доброг цара и пример који је требало да следе његови наследници.
Сви каснији императори носили су име Август као део царске титулатуре. У Византији се титула Августа одржала све до касног средњег века, а користила се чак и у раном модерном добу.
Сам Август био је аутократа а његова владавина била је предмет критика. Поједини Августови савременици из виших класа римског друштва отворено су критиковали Августов режим.
На самом почетку својих Анала, Тацит пише да је Август лукаво довео Републикански Рим у позицију ропства. Тацит даје и два контрадикторна виђења о Августу. Једно у коме је Август, као најспособнија личност од свих Цезарових наследника, најзад окончао период хаоса и ратова и донео мир римској држави и друго у коме је Август био лукави манипулатор, који је постигао мир бруталним методама и тиранијом.
Модерни историчари попут Ентонија Еверита, сматрају како ове две крајности нису међусобно искључиве.
Током ране модерне историје, многи западни мислиоци видели су Августа као макијавелисту.

### Пореска реформа
Августова реформа јавних прихода играла је главну улогу у просперитету римске државе за време принципата. Августовом заслугом сређени су односи између Рима и његових провинција. За време касне републике, Рим је успоставио компликовани, често произвољни систем сакупљања данка од својих новоосвојених провинција. Данак је често варирао од провинције до провинције, а долазило је и до честих злоупотреба у сакупљању пореза. Август је успоставио систем директног сакупљања пореза што је повећало и стабилизовало државне приходе. Августовим реформама боље су регулисани финансијски односи између Рима и његових провинција.
Опорезивање провинција зависило је од пописа локалне популације а уведене су и фиксне квоте за сваку провинцију. Римски грађани у Риму у Италији плаћали су своје порезе индиректно, док су становници провинција плаћали директне порезе.
У индиректне порезе спадали су:
- Порез на цену роба од 4%
- Порез од 1% за добра продата на аукцији
- Порез на наследство од 5% за имања чија је вредност већа од 100.000 сестерција

Једна од најважнијих реформи је укидање приватних сакупљача пореза. Овакав систем сакупљања пореза увео је Гај Грах 123. п. н. е. да би се повећала ефикасност у сакупљању пореза. Првобитно је систем примењен у самом Риму али се убрзо раширио и на провинције. Грахов систем предвиђао је да терет сакупљања пореза Римска држава препусти приватним лицима или групама. У суштини, приватна лица или удружења преузимала су на себе обавезу да на име пореза сакупе одређену суму за државну благајну. Обично су имали надлежност над једном облашћу (или целом провинцијом) и имали одређен временски период у коме су морали сакупити уговорену суму пореза.
Међутим, овакав систем је приватним сакупљачима омогућио да, поврх суме коју је требало да сакупе за државну благајну, стекну лични профит тако што ће од становника провинције наплаћивати већи порез. У пракси је то доводило до тешких намета у провинцијама и раширеним злоупотребама.
Приватна лица или удружења која су сакупљала порез на овакав начин звали су се Публикани. У оквиру овог система, на сваких пар година одржавале су се јавне аукције на којима је римска држава публиканима продавала права за сакупљање пореза у одређеној провинцији или области. У теорији, вредност која би се продавала на аукцији била је приближна укупној суми пореза која се се могла сакупити у једном региону за дат временски период.
Сума коју би публикани плаћали државној благајни третирана је као зајам. Публикани су тако остваривали право на камату на крају периода предвиђеном за сакупљање пореза.
Публикани су остваривали чист профит уколико би сакупили већу од уговорене своте.
Августовим реформама учињен је крај оваквој пракси а публикани су замењени јавним службеницима који су примали плату из државне благајне. Већ за време касне републике, долазило је до бројних злоупотреба у провинцијама, будући да су Публикани користили свој положај да извуку максимални лични профит.
Тешки намети у провинцијама и потпуно нерегулисани, приватизовани систем опорезивања, реметио је економију. Овим проблемом се бавио сам Јулије Цезар, али његове реформе до краја је спровео Август.
Након припајања Египта царству 30. п. н. е, Август је на располагању имао огромне површине плодне земље која је изнајмљивана приватним лицима. Овиме су значајно повећани државни приходи. Штавише, Египат није био провинција, већ је сматран личним Августовим поседом. Другим римским провинцијама управљао је легат или проконзул, али Египтом је управљао префект из витешког сталежа.
Позиција префекта Египта постала је, уз место префекта Преторијанске гарде, најзначајније политичко достигнуће за чланове витешког сталежа.
Префект Египта бринуо се о трговини, старао о лукама и као најважније, гарантовао несметано снабдевање Рима и Италије житом.
Плодна Египатска земља обезбеђивала је огромне приходе које су Август и његови наследници користили да финансирају јавне радове и војне походе, као и јавна давања римским масама и приређивање игара.

### Месец Август
Месец Август (лат. Augustus) добио је име по самом цару, у склопу бројних почасти које је сенат изгласао у његову част. Претходно се овај месец називао Секстил, пошто је био шести месец у години у Римском календару. Римски писац из V века, Макробије, тврди да је месец Секстил добио име по Августу јер су се најзначајнији догађаји у његовој владавини одиграли у овом месецу.

### Грађевински подухвати
Августова дуга владавина умногоме је допринела је политичкој и економској стабилизацији Рима. Цар је у Риму и Италији подузео велике грађевинске подухвате од јавног значаја. Многе од грађевина које је Август подигао славиле су самог цара и његову породицу, али пре свега, мир који је донео римској држави. Најбољи пример јесте Олтар Мира (лат. Ara Pacis Augustae ) жртвеник Пакс (лат. Pax) римској богињи мира, који је сенат подигао на Марсовом пољу надомак Рима у част царевог повратка из Шпаније.
Међу знаменитим грађевина које је подигао Август су Цезаров храм (лат. Templum Divi Iuli), Агрипине терме (лат. Thermae Agrippae), Августов форум и Храм марса ултора.
Август је охрабривао подизање нових грађевина а финансирао је и велики број пројеката у име својих сарадника или чланова своје породице.
У част своје победе у бици код Акција, Август је дао подићи славолук близу храма Кастора и Полукса. Постоји много грађевина изван Рима које су подигнуте у Августову част, као што су Театар у Мериди и храм посвећен Августу и Ливији у Вјени, данашњој Француској. Град Августодунум у Галији основан је за време Августове владавине и понео је његово име.
Током Августове владавине, знатно је порастао Хеленистички утицај у архитектури и уметности. Многе најпознатније Августове статуе и бисте израђене су у Хеленистичком стилу, и приказују идеализовану слику цара као младог и снажног човека. Тако је дошло до раскида са реализмом у уметности који је карактерисао уметност Римске републике.
У архитектури, Коринтски ред, један од главних архитектонских стилова древне Грчке, постаје доминантан грађевински стил под Августом и његовим наследницима.
Светоније пише како Рим пре Августа није био достојан статуса престонице најмоћније државе света. Август и Агрипа умногоме су одговорни за трансформацију Рима у највећу метрополу античког света. Архитектура царског Рима по много чему је настојала да оживи славу класичне Грчке. Ипак, у Августово доба и током процвата Римске империје у првом и другом веку нове ере, долази до многих, типично римских иновација у архитектури. Граде се велики аквадукти у Италији и провинцијама. Због све бројније популације Рима и Италије, јавља се потреба за проширењем лука да би се омогућио прихват већих бродова који су довозили жито и остала добра из провинција и далеких земаља на истоку.
Пошто долази до раста трговине, Август и његови наследници посебно улажу у обнову постојећих и изградњу нових путева широм империје. Управо у Августово доба уводи се посебан чиновник који се стара о путевима.

### Царска породица и култ цара
Почевши од Августа уведена је још једна новина, која је раније била незамислива и потпуно страна републиканском уређењу, наиме прелаз на наследни облик власти. Август је победу извојевао делом и зато што је био Цезаров наследник, па је и сам показивао знатну бригу око властитога наследника. Чланови царске породице су били у привилегованом положају и додељиване су им разноврсне политичке и војне дужности. Август није имао мушких потомака, а унутрашње интриге, нарочито око његовог наследника, у којима је главну улогу имала његова трећа жена Ливија, биле су далеко од службено прокламованих етичких вредности.
За непроцењиви дар мира многи појединци, па чак и целе заједнице, у Италији и другде, спонтано су изражавали своју захвалност обожавајући Августа и његову породицу као божанства. Међутим, и званично је подстицан култ цара као фокуса заједничке лојалности у шароликом царству. Да би се нагласила превласт Италије, у провинцијама је званични култ био посвећен Риму и Августу (Roma et Avgustus). Када је требало славити тај култ, представници провинцијских заједница састајали би се на скупштини (конзилијум провинције) и оданде понекад, поред порука захвалности, цару упућивали и жалбе. Овај је систем настао у источним областима, где је одавно постојао обичај да се владари обасипају божанским почастима. На запад се ширио веома споро, али је 12. п. н. е. у галском граду Лугдуну постојала скупштина за три царске провинције у Галији. У Италији је званични култ био посвећен Августовом генију (genius Avgusti), а у самом је Риму био спојен са култом духа предака (Ларес компиталес). Његови главни свештеници (sevĭri Augustāles) били су обично ослобођеници. И сенат и цар имали су врховну контролу над том установом: сенат је могао одбити постхумну деификацију цара (његово проглашење за божанство), а цар је могао прихватити или одбити приједлог из неке провинције да се установи култ цара или да се изгради храм за тај култ, те предлоге око обредних детаља.
Лукави политичар, Август је истовремено био и вешт пропагандиста. Римски свет прекривен је храмовима у част Августа и његове породице. Августов лик приказиван је на новцу а постоји и огроман број његових биста и статуа у свим деловима римског света. Царска пропаганда имала је доминантну улогу у многим аспектима живота.
Као патрон римске државе, Август је био свеприсутан у грађанском, религиозном, економском и војном животу римског света.

### Процват културе и уметности
Дуготрајно раздобље мира у доба Августове владавине веома се повољно одразило на развој културе и уметности. У то доба свој највећи процват доживљава римска књижевност, посебно поезија. Један од блиских Августових пријатеља био је богати витез Гај Килније Мецена, који је као велики љубитељ уметности увиђао и њену пропагандну снагу у слављењу цареве политике. Он је око себе окупио и материјално помагао круг песника, међу којима су била имена из самог врха целе римске књижевности: Вергилије, Хорације и др. У то вријеме стварају Тибул, Проперције и Овидије, као и историчар Тит Ливије. Настављајући се с једне стране на сопствену традицију, а с друге стране прихватајући утицаје грчке умјетности, књижевност тога доба се у спокоју »Августовскога мира« (пакс Августа) развила до свога врхунца, па се то раздобље обично и назива »златним веком« римске књижевности. Аутори у својим делима често величају Августа и његову владавину славећи старе идеале које је Август желео да обнови својим политичким програмом.
Осим књижевности велики процват у Августово доба доживљавају архитектура и ликовне уметности. Према речима старих писаца, Рим је из града од опеке прерастао у град од мермера. Подижу се позоришта, водоводи, терме, храмови. Многе грађевине финансирао је Августов војсковођа и зет Марко Випсаније Агрипа, који је наредио да се сагради и велелепни храм свих богова ― Пантеон. И Форум је обновљен и украшен новим зградама. Посебно је место заузео »Жртвеник мира« (Ара Пацис), богато украшен орнаментима и барељефима. На њему је благостање и плодност италског тла приказивала је персонификација Италије као жене-хранитељке. Други сачувани рељеф приказује Августову породицу у верској поворци. Сва ова дела требало је да одражавају снагу Рима и узвисе јулијевску породицу и самог Августа.

### 
Август се окушао и у књижевности: према античким сведочанствима, написао је једну мању песму, збирку епиграма и друга мања дела, али нам се ништа од тога није сачувало. За историју римске књижевности од велике је важности његов аутобиографски спис у којем је описао своја политичка и војна дела. Тај је спис био уклесан пред царевим маузолејом у Риму, одакле је преписиван и постављан по многим градовима Царства. Један такав препис откривен је 1555. године у Анкари, па му одатле и назив Споменик из Анкаре (лат. Momentum Ankuranum). За његово је откриће био заслужан и хрватски хуманист Антун Вранчић који је као члан посланства које су упутили Хабзбурзи путовао кроз Малу Азију османском султану. Други му је назив, по самој садржини, Дела божанског Августа (лат. Res gestae divi Augusti).
Поред своје религиозне компоненте, многи споменици које је подизао Август имали су за циљ промовисање јединства римске државе, традиционалних римских вредности, али, изнад свега, Августову улогу као ујединитеља и спасиоца, који је римском свету донео мир након хаоса грађанских ратова. Иако се Август постојано држао републиканских традиција и тежио обнови старих републиканских вредности, његова владавина засновала је лични режим, који се базирао на његовом огромном богатству и престижу.
Као патрон најважнијих песника, писаца и историчара свог времена, Август је промовисао своју улогу патрона и заштитника римске државе.

### Физички изглед
У свом делу "Дванаест Цезара" антички историчар Светоније даје детаљан опис Августовог физичког изгледа и његових свакодневних навика. Светоније описује Августа као човека пријатне спољашности и достојанственог држања у свим периода свог живота. Сам цар није обраћао много пажње на свој изглед. Заузет бројним дужностима, имао је неколико берберина који би се ужурбано бринули о његовој коси и бради, док је он читао или писао. Имао је светло плаве очи и продоран поглед, док је у каснијем периоду свог живота имао слабији вид. Његови зуби били су раздвојени, а коса незнатно коврџава и плаве боје. Имао је спојене обрве, орловски нос и незнатно тамнији тен. Светоније преноси да је био ниског раста, али истовремено наводи тврдње царевог ослобођеника и члана његове пратње, према којима је цар био висок 1,75 m.
Током читавог живота, Август је имао проблема са здрављем и патио од неколико опасних болести. Због крхког здравља био је спречен да лично учествује у походима, посебно у младости. Свестан својих ограничених војничких способности, Август је војну команду препуштао способнијим генералима.
Август је имао изразито скромне навике. Хранио се умерено и живео у приватној кући на Палатину. Био је добар познавалац грчке књижевности а био је и вешт оратор.

## Породично стабло
|  |                                          |  |  |  |  |  |  |  |  |  |  |  |  |  |  |  |
|  | 4. Гај Октавије                          |  |  |  |  |  |  |  |  |  |  |  |  |  |  |  |
|  |                                          |  |  |  |  |  |  |  |  |  |  |  |  |  |  |  |
|  |                                          |  |  |  |  |  |  |  |  |  |  |  |  |  |  |  |
|  | 2. Гај Октавије                          |  |  |  |  |  |  |  |  |  |  |  |  |  |  |  |
|  |                                          |  |  |  |  |  |  |  |  |  |  |  |  |  |  |  |
|  |                                          |  |  |  |  |  |  |  |  |  |  |  |  |  |  |  |
|  | 1. Октавијан Август                      |  |  |  |  |  |  |  |  |  |  |  |  |  |  |  |
|  |                                          |  |  |  |  |  |  |  |  |  |  |  |  |  |  |  |
|  |                                          |  |  |  |  |  |  |  |  |  |  |  |  |  |  |  |
|  | 12. Марко Ације Балб                     |  |  |  |  |  |  |  |  |  |  |  |  |  |  |  |
|  |                                          |  |  |  |  |  |  |  |  |  |  |  |  |  |  |  |
|  |                                          |  |  |  |  |  |  |  |  |  |  |  |  |  |  |  |
|  | 6. Марко Ације                           |  |  |  |  |  |  |  |  |  |  |  |  |  |  |  |
|  |                                          |  |  |  |  |  |  |  |  |  |  |  |  |  |  |  |
|  |                                          |  |  |  |  |  |  |  |  |  |  |  |  |  |  |  |
|  | 26. Секст Помпеј                         |  |  |  |  |  |  |  |  |  |  |  |  |  |  |  |
|  |                                          |  |  |  |  |  |  |  |  |  |  |  |  |  |  |  |
|  |                                          |  |  |  |  |  |  |  |  |  |  |  |  |  |  |  |
|  | 13. Помпеја (Страбонова сестра)          |  |  |  |  |  |  |  |  |  |  |  |  |  |  |  |
|  |                                          |  |  |  |  |  |  |  |  |  |  |  |  |  |  |  |
|  |                                          |  |  |  |  |  |  |  |  |  |  |  |  |  |  |  |
|  | 27. Луцилија                             |  |  |  |  |  |  |  |  |  |  |  |  |  |  |  |
|  |                                          |  |  |  |  |  |  |  |  |  |  |  |  |  |  |  |
|  |                                          |  |  |  |  |  |  |  |  |  |  |  |  |  |  |  |
|  | 3. Ација Балба Цезонија                  |  |  |  |  |  |  |  |  |  |  |  |  |  |  |  |
|  |                                          |  |  |  |  |  |  |  |  |  |  |  |  |  |  |  |
|  |                                          |  |  |  |  |  |  |  |  |  |  |  |  |  |  |  |
|  | 28. Гај Јулије Цезар II                  |  |  |  |  |  |  |  |  |  |  |  |  |  |  |  |
|  |                                          |  |  |  |  |  |  |  |  |  |  |  |  |  |  |  |
|  |                                          |  |  |  |  |  |  |  |  |  |  |  |  |  |  |  |
|  | 14. Гај Јулије Цезар III                 |  |  |  |  |  |  |  |  |  |  |  |  |  |  |  |
|  |                                          |  |  |  |  |  |  |  |  |  |  |  |  |  |  |  |
|  |                                          |  |  |  |  |  |  |  |  |  |  |  |  |  |  |  |
|  | 29. Марција Регија                       |  |  |  |  |  |  |  |  |  |  |  |  |  |  |  |
|  |                                          |  |  |  |  |  |  |  |  |  |  |  |  |  |  |  |
|  |                                          |  |  |  |  |  |  |  |  |  |  |  |  |  |  |  |
|  | 7. Јулија Цезарис (сестра Јулија Цезара) |  |  |  |  |  |  |  |  |  |  |  |  |  |  |  |
|  |                                          |  |  |  |  |  |  |  |  |  |  |  |  |  |  |  |
|  |                                          |  |  |  |  |  |  |  |  |  |  |  |  |  |  |  |
|  | 30. Луције Аурелије Кота                 |  |  |  |  |  |  |  |  |  |  |  |  |  |  |  |
|  |                                          |  |  |  |  |  |  |  |  |  |  |  |  |  |  |  |
|  |                                          |  |  |  |  |  |  |  |  |  |  |  |  |  |  |  |
|  | 15. Аурелија Кота                        |  |  |  |  |  |  |  |  |  |  |  |  |  |  |  |
|  |                                          |  |  |  |  |  |  |  |  |  |  |  |  |  |  |  |
|  |                                          |  |  |  |  |  |  |  |  |  |  |  |  |  |  |  |
|  | 31. Рутилија                             |  |  |  |  |  |  |  |  |  |  |  |  |  |  |  |
|  |                                          |  |  |  |  |  |  |  |  |  |  |  |  |  |  |  |
|  |                                          |  |  |  |  |  |  |  |  |  |  |  |  |  |  |  |